# Stazione di Kehl
La stazione di Kehl è la maggiore stazione ferroviaria della città tedesca di Kehl. È posta sulla linea Appenweier-Strasburgo.

## Storia
In seguito agli accordi franco-tedeschi del 1953 sulla navigazione sul Reno ("Rheinbrücken-Abkommen") fu necessario portare la linea ferroviaria su un terrapieno alto circa 5 m, e pertanto sostituire il vecchio fabbricato viaggiatori con un nuovo edificio.
Il nuovo fabbricato, compiuto nel 1966, venne progettato da Heinz Dutschmann.

## Strutture e impianti
Il fabbricato viaggiatori, di forme moderne, si caratterizza per il contrasto fra i due corpi di fabbrica: un corpo basso, lungo circa 70 m, e un edificio a torre di 6 piani.

## Interscambi
- Fermata tram (Kehl Bahnhof, linea D)[2]
- Fermata autobus

## Riproduzione modellistica
Il fabbricato viaggiatori venne riprodotto dalla ditta Kibri in scala H0 e in scala N.